# Thomas Gutmann
Thomas Gutmann (* 2. Januar 1964 in Mühldorf am Inn) ist ein deutscher Jurist und Hochschullehrer an der Universität Münster.

## Leben
Gutmann studierte ab 1985 Rechtswissenschaften, Politikwissenschaften und Philosophie an der Universität München. 1990 schloss er das Studium der Politikwissenschaften und der Philosophie jeweils mit dem Erwerb des M.A. ab, sein Jurastudium beendete er zwei Jahre später mit dem Abschluss des Ersten Juristischen Staatsexamens. Bereits seit 1991 arbeitete er als wissenschaftlicher Mitarbeiter des Leopold-Wenger-Instituts der Universität München. Sein Zweites Juristisches Staatsexamen erwarb Gutmann 1998. Zwei Jahre später schloss er seine Promotion zum Dr. jur. bei Hermann Nehlsen in München ab. In der Folge arbeitete er als wissenschaftlicher Mitarbeiter von Nehlsen in München, ab 2004 arbeitete er zudem für Martin Franzen. Beide Tätigkeiten beendete er mit dem Abschluss seiner Habilitation 2006 und dem Erwerb der venia legendi für Bürgerliches Recht, Medizinrecht, Rechtsphilosophie, Rechtssoziologie, Neuere Privatrechtsgeschichte und Juristische Zeitgeschichte. Bereits im Jahr zuvor hatte er sich in der Philosophie habilitiert und dort die venia legendi für Praktische Philosophie erhalten.
In der Folge lehnte er Rufe auf Lehrstühle an den Universitäten Bremen und Gießen ab und nahm den der Universität Münster auf den Lehrstuhl für Bürgerliches Recht, Rechtsphilosophie und Medizinrecht an, den er seit 2006 innehat. Seit September 2014 ist Gutmann zudem auch Mitglied des Fachbereichs Philosophie und Geschichte der Universität Münster.
Thomas Gutmann ist verheiratet und Vater eines Sohnes.

## Werke (Auswahl)
- Freiwilligkeit als Rechtsbegriff. C.H. Beck, München 2001, ISBN 978-3-406-47439-2. (Dissertation)
- Ulrich Schroth & Thomas Gutmann: Organlebendspende in Europa. Rechtliche Regelungsmodelle, ethische Diskussion und praktische Dynamik. Springer, Berlin/New York 2002, ISBN 978-3-642-59405-2.
- Ulrich Schroth, Thomas Gutmann, Peter König & Fuat Oduncu: Transplantationsgesetz: TPG, Kommentar. 1. Auflage. C.H. Beck, München 2005, ISBN 978-3-406-51741-9.
- Für ein neues Transplantationsgesetz. Eine Bestandsaufnahme des Novellierungsbedarfs im Recht der Transplantationsmedizin. Springer, Berlin/New York 2006, ISBN 978-3-540-28283-9.
- Iustitia Contrahentium. Zu den gerechtigkeitstheoretischen Grundlagen des deutschen Schuldvertragsrechts. Universität München, München 2006. (Habilitationsschrift, vom Mohr-Siebeck-Verlag als eigenständige Publikation für 2016 angekündigt)
- Ulrich Schroth, Klaus Schneewind, Thomas Gutmann & Bijan Fateh-Moghadam: Patientenautonomie am Beispiel der Lebendorganspende. Vandenhoeck & Ruprecht, Göttingen 2006, ISBN 978-3-525-45712-2.
- Recht als Kultur? Über die Grenzen des Kulturbegriffs als normatives Argument. Nomos, Baden-Baden 2015, ISBN 978-3-8487-2766-7.